# Falsk sköldpaddssoppa

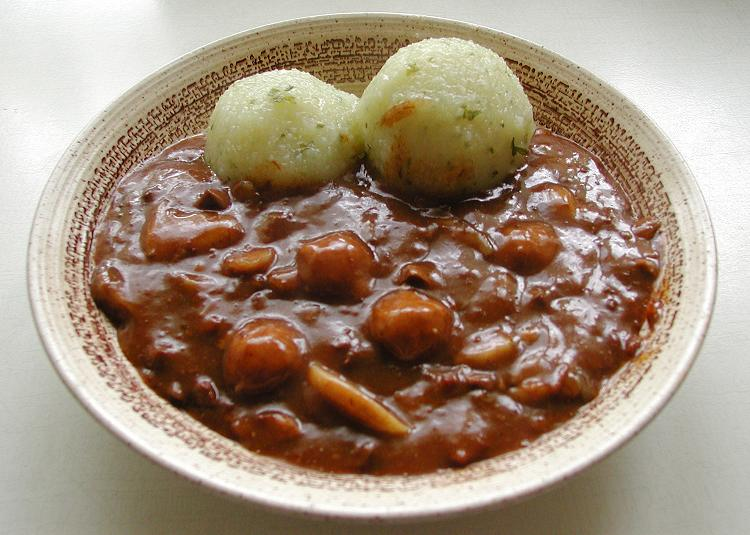
Falsk sköldpaddssoppa

Falsk sköldpaddssoppa är en engelsk soppa skapad på 1700-talet som en billigare variant av green turtle soup som gjordes på sköldpadda. 
Soppan innehåller kött (exempelvis kalvhuvud), vin och kryddor och ska likna sköldpaddssoppa. Det engelska namnet mock turtle soup är belagt sedan 1783. Sköldpaddan med namnet Mock turtle i Lewis Carrolls roman Alice i Underlandet är en referens till soppan.
Soppan serverades som förrätt på sju nobelfester mellan 1903 och 1936.